# Palace Liège
Le Palace est un complexe cinématographique du groupe Kinepolis situé au cœur de Liège dans la rue Pont d'Avroy en bordure du quartier du Carré. Avec ses 5 salles, il dispose au total de 1 054 places.

## Historique
Construit à la fin du XIXe siècle, l’Hôtel Mohren, l’hôtel de la rue Pont d’Avroy, fut transformé en 1911 en une impressionnante salle de music-hall et de cinéma au style japonisant. Le 30 septembre 1911 le Palace Liège ouvrait pour la première fois ses portes au public.
Lors de son inauguration, la presse ne tarit pas d'éloges à son endroit. En effet, la salle unique de projection, tenant également lieu de music-hall était décorée dans un style japonisant qui étonna et ravit les foules. Des centaines de tables faisaient face à la scène ainsi qu'à un buffet principal. Un orchestre de 40 musiciens et un piano accompagnaient les vues de cinéma, les chanteurs et autres meneurs de revue.
En 1955, le Palace est le premier cinéma belge équipé du procédé Cinemascope de la 20th Century Fox, dans sa forme d'origine permettant une image de format 1 x 2,55 et un son stéréophonique sur 4 pistes magnétiques.
L’histoire du Palace en tant que cinéma à part entière, débute en 1977 au moment où le propriétaire de l'époque Hubert Defawes transforme le music hall en vue d’ouvrir un complexe cinématographique moderne. Le nouvel ensemble comprend donc 6 salles considérées comme étant à la pointe en matière de technique de projection, de qualité d’écoute et de confort.
Six années plus tard, en 1983, le groupe Claeys, qui est également à la base de la réalisation des multiplexes Kinepolis, y compris celui de Kinepolis de Rocourt, devient propriétaire des lieux et aménage en 1986 trois salles supplémentaires. Le succès est immédiat et le Palace est décrit comme le temple du cinéma de la Cité Ardente. Deux salles sont équipées pour la projection en 70mm dont bénéficieront en première vision les films suivants: Batman, Abyss, Indiana Jones et la dernière croisade, 58 minutes pour vivre (Die Hard 2) et la version restaurée de Lawrence d'Arabie.
Équipé du tout nouveau système Dolby stéréo SR.D en juillet 1993, Le Palace est le premier cinéma en Région wallonne et le troisième en Belgique à offrir un tel service. La projection du film Cliffhanger (Traque au sommet), avec Sylvester Stallone, enthousiasme les spectateurs venus en nombre, projetant du même coup, Le Palace parmi les 25 meilleures salles d’Europe.
Après une dizaine d’années d’activité, la direction lance une nouvelle campagne de travaux en août 2003. Durant celle-ci, les cinéphiles sont invités à se rendre à l’Opéra (ouvert en 1981), l'un des derniers cinémas en activité dans le centre-ville depuis la suppression du Concorde en 1997 lors de l’ouverture de Kinepolis Liège (16 salles, 5 104 sièges).
Par la suite, conformément au plan de gestion du Kinepolis Group, l’Opéra fermera définitivement ses portes dès la fin des transformations du Palace en juin 2004. Le Palace devient ainsi le lieu de prédilection des amateurs de cinéma. Une année après les travaux de rénovation, en juin 2004, Kinepolis rouvre les portes de son cinéma du centre-ville de Liège.
Mais les améliorations ne s'arrêtent pas pour autant. Effectivement, fin novembre 2010, la technologie digitale est installée dans le cinéma et chaque salle se voit revêtue d'un nouveau tapis et munie de nouveaux sièges. Les continuelles rénovations du Palace confirment la volonté du Kinepolis Group de conserver une présence au cœur de la cité mais surtout d’offrir à ses habitants un établissement doté des technologies dernier cri en matière de confort, d’accueil, de sonorisation et de projection. Aujourd'hui, toutes ses salles sont équipées de la technologie numérique et 3D.

## Salles
| Salle | Capacité | Accès handicapé | Technologie  |
| ----- | -------- | --------------- | ------------ |
| 1     | 113      | Non             | Dolby        |
| 2     | 148      | Oui             | Dolby        |
| 3     | 200      | Non             | Dolby        |
| 4     | 122      | Oui             | Dolby        |
| 5     | 471      | Non             | Dolby et THX |